# Hazen (Dakota du Nord)
Pour les articles homonymes, voir Hazen.
La ville de Hazen est située dans le comté de Mercer, dans l’État du Dakota du Nord, aux États-Unis. Sa population s’élevait à 2 411 habitants lors du recensement de 2010, estimée à 2 333 habitants en 2018. C’est la localité la plus peuplée du comté.

## Histoire
Hazen a été fondée en 1913. De par sa proximité avec Beulah, une ville de taille similaire distante d’environ 10 km, Hazen est rarement mentionnée par elle-même mais plutôt sous le nom de Hazen-Beulah.

## Démographie
| 1920 | 1930 | 1940 | 1950  | 1960  | 1970  |
| ---- | ---- | ---- | ----- | ----- | ----- |
| 520  | 689  | 662  | 1 230 | 1 222 | 1 240 |

| 1980  | 1990  | 2000  | 2010  | - | - |
| ----- | ----- | ----- | ----- | - | - |
| 2 365 | 2 818 | 2 457 | 2 411 | - | - |

## Source
- (en) Cet article est partiellement ou en totalité issu de l’article de Wikipédia en anglais intitulé « Hazen, North Dakota » (voir la liste des auteurs).